# Buckau und Nebenfließe Ergänzung
Buckau und Nebenfließe Ergänzung este o arie protejată (sit de importanță comunitară — SCI) din Germania întinsă pe o suprafață de 136,82 ha, integral pe uscat.

## Localizare
Centrul sitului Buckau und Nebenfließe Ergänzung este situat la coordonatele 52°17′31″N 12°26′52″E / 52.2919°N 12.4478°E.

## Înființare
Situl Buckau und Nebenfließe Ergänzung a fost declarat sit de importanță comunitară în martie 2004 pentru a proteja 3 specii de animale.

## Biodiversitate
Situată în ecoregiunea continentală, aria protejată conține 6 habitate naturale: Lacuri eutrofice naturale cu vegetație de tip Magnopotamion sau Hydrocharition, Cursuri de apă de la nivel de câmpie la nivel montan, cu vegetație Ranunculion fluitantis și Callitricho-Batrachion, Liziere de ierburi înalte hidrofile de câmpie și de nivel montan până la alpin, Mlaștini turboase de tranziție și turbării mișcătoare, Păduri de stejar sau de stejar și carpen sub-atlantice și medio-europene de Carpinion betuli, Păduri aluvionare cu Alnus glutinosa și Fraxinus excelsior (Alno-Padion, Alnion incanae, Salicion albae).
La baza desemnării sitului se află mai multe specii protejate:
- mamifere (1): vidră de râu (Lutra lutra)
- nevertebrate (1): Ophiogomphus cecilia
- pești (1): cicar (Lampetra planeri)

Pe lângă speciile protejate, pe teritoriul sitului au mai fost identificate 6 specii de plante.